# Kriegerdenkmal Wittigsthal

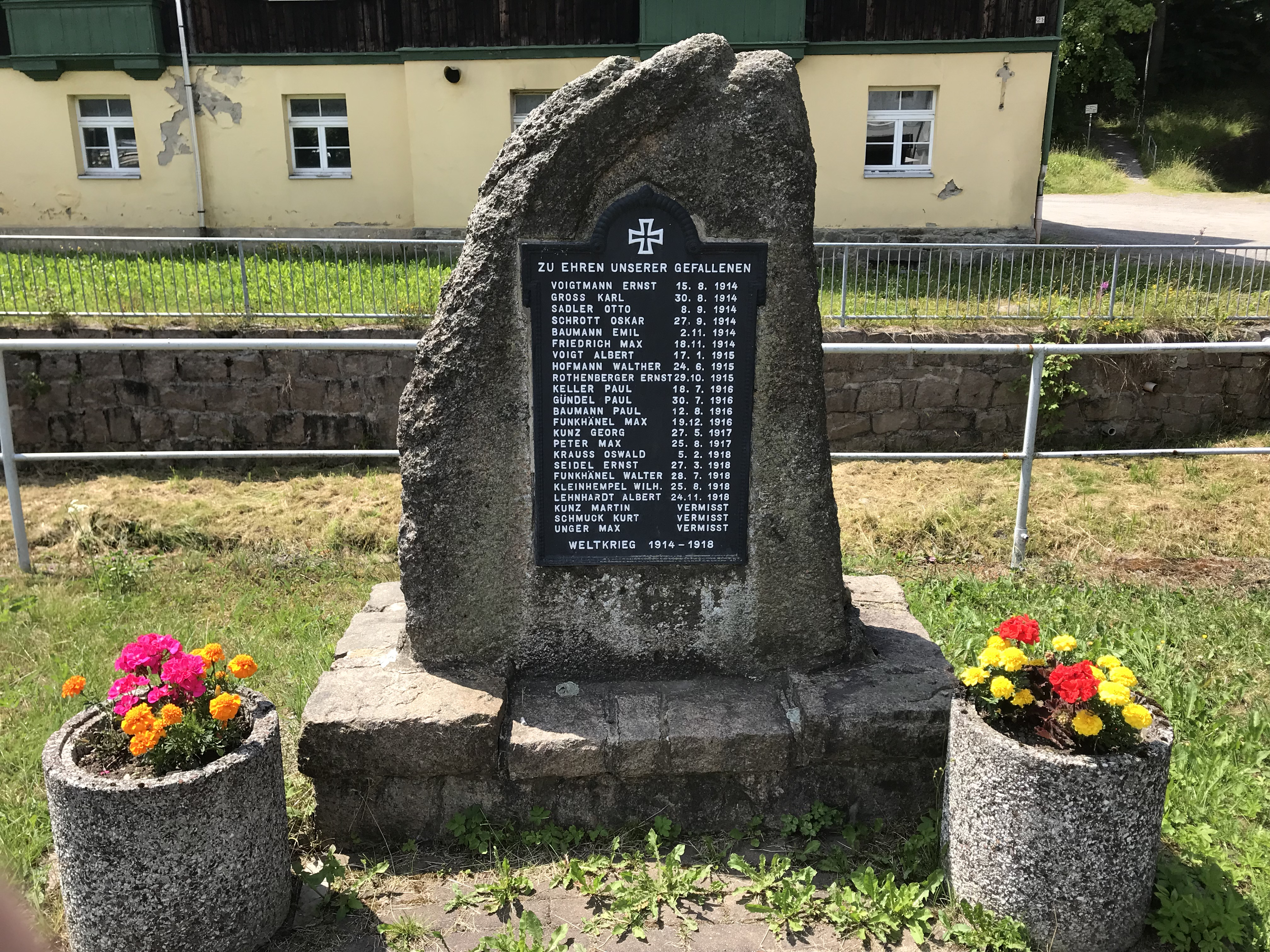
Kriegerdenkmal von 1933 in Wittigsthal

Das Kriegerdenkmal ist ein Ehrenmal für die Gefallenen des Ersten Weltkrieges in Wittigsthal, einem Ortsteil der sächsischen Berg- und Exulantenstadt Johanngeorgenstadt im Erzgebirge. Es ist ein Kulturdenkmal (ID 09306122) und befindet sich vor dem Grundstück Wittigsthalstraße 19 unweit des Straßengrenzübergangs zur Tschechischen Republik.

## Geschichte
Das Ehrenmal wurde kurze Zeit nach der „Machtergreifung“ der Nationalsozialisten in der damals noch selbstständigen Gemeinde Wittigsthal errichtet, die 1935 nach Johanngeorgenstadt eingemeindet wurde. Die feierliche Weihe des Denkmals fand am 3. Juli 1933 statt, nachdem sich ein Festzug geladener Gäste, darunter als Vertreter der Amtshauptmannschaft Schwarzenberg Regierungsrat Friedrich Hänichen, von der Breitfeldwiese zum Gedenkstein begeben hatte. Nach einem Männergesang begrüßte der Wittigsthaler Bürgermeister Höfer die Vertreter der Behörden, alle Festzugsteilnehmer und die anwesenden Angehörigen der 23 Gefallenen. Er dankte Fabrikbesitzer Hofmann für die finanzielle Unterstützung, dem Gemeindevertreter Bernhard Schubert für den Gesamtentwurf und die Bauleitung, Albert Gündel für Entwurf und Modellausführung der Gedenkplakette, allen opferfreudigen Arbeitern und Helfern und der Fa. Wiegand-Johanngeorgenstadt für die Anlage der gärtnerischen Arbeiten. Erst nach der Regulierung des Breitenbaches nach dem schweren Hochwasser vom 6. Juli 1931 konnte der passende Platz für das Ehrenmal gewonnen werden. Unter Hinweis auf die Tatkraft der Gemeinde schloss der Redner mit einem Wort von Johann Wolfgang von Goethe, der auf seiner Karlsbadreise 1785 auch Wittigsthal besuchte: „Des rechten Mannes wahre Feier ist die Tat!“ Nach einem Musikstück folgte die Enthüllung des Ehrenmals unter Abgabe einer Ehrensalve und die Weiherede vom Pfarrer Forberger aus Johanngeorgenstadt. Links und rechts der Denkmals wurden eine Hindenburg und eine Hitlereiche gepflanzt, die heute nicht mehr vorhanden sind.

## Inschriften
Zu Ehren unserer Gefallenen
(Es folgen die Namen von 20 Gefallenen Wittigsthalern mit Angabe des Sterbedatum und die Namen von drei vermissten Personen.)
Weltkrieg 1914–1918